# 海南病院
愛知県厚生農業協同組合連合会海南病院（あいちけんこうせいのうぎょうきょうどうくみあいれんごうかいかいなんびょういん）は、愛知県弥富市にある、JA愛知厚生連（愛知県厚生農業協同組合連合会）が運営する病院。

## 概要
全国厚生農業協同組合連合会の病院の一つである。愛知厚生連海南病院ともいう。救命救急センターを保有する病院である。
海南とは、『愛知県海部郡南部』の意味であり、和歌山県海南市とは直接の関連は無い。
愛知県海部医療圏（弥富市、津島市、愛西市、あま市、海部郡大治町・蟹江町・飛島村など）の中核病院である。また、名古屋市西部から三重県北西部（桑名市、桑名郡木曽岬町など）の広域にまたがる基幹病院とされている。
周辺町村などに救急病院がない影響で、救急病院の役割を果たしている。その影響で病床数が足りず、病院の増改築や新築を行っている。
かつて蟹江町に海部中央病院（民間）が存在し、海南病院と役割を二分していたが廃止された影響もあり、海南病院の存在がより大きくなった。
病床数は540床（一般病床534床、感染病床6床）。
DPCII群病院である（2012年（平成24年）より）。
2004年（平成16年）からの臨床研修必修化ののち、東海地方でも有数の人気病院のひとつとなった。その理由としては下記のようなことが考えられる。
1. 総合内科部門をもち、臓器別専門科では担当できない患者への診療や研修医教育に秀でていること。
2. 麻酔科が管理する充実したICU部門をもち、重症患者の管理・研修が行えること。
3. その他各専門科の間での垣根が低く、総合病院であるが大学病院やそれに類似する大病院でみられがちな、「隣の科は他の病院である」という雰囲気がない。

## 診察科
- 内科
  - 総合内科
  - 糖尿病・内分泌内科
  - 呼吸器内科
  - 消化器内科
  - 循環器内科
  - 腎臓内科
  - 神経内科
  - 血液内科
  - 膠原病内科
  - 脳神経内科
  - 腫瘍内科
  - 老年科
  - 緩和ケア科
- 精神科
- 小児科
- 外科
- 整形外科
- 形成外科
- 脳神経外科
- 心臓血管外科
- 皮膚科
- 泌尿器科
- 産婦人科
- 眼科
- 耳鼻咽喉科
- 放射線科
- 口腔外科
- 救命救急センター

## 沿革
- 1938年（昭和13年）8月 - 保証責任海南医療購買利用組合連合会により開設。
- 1948年（昭和23年）8月 - 経営を愛知県厚生農業協同組合連合会へと移管。
- 1959年（昭和34年）9月26日 - 伊勢湾台風により、壊滅的被害を受ける。
- 1961年（昭和36年）7月 - 再建。
- 2002年（平成15年）2月 - AB病棟完成。
- 2014年（平成26年） - 改装工事。

## 交通アクセス
- JR関西本線・名鉄尾西線 弥富駅より徒歩で約12分。
- 近鉄名古屋線 近鉄弥富駅より徒歩で約10分。
- 三重交通バス名古屋桑名線「弥富」バス停下車、徒歩で約10分。
- 木曽岬町自主運行バス中央線「海南病院前」バス停下車、徒歩で約1分。
- 弥富市コミュニティバス「海南病院前」バス停下車、徒歩ですぐ。
- 愛西市巡回バス「海南病院」バス停下車、徒歩ですぐ。